# Степное (Марьяновский район)
Степно́е — село в Марьяновском районе Омской области России, административный центр Степновского сельского поселения.
Население — 798 чел. (2010)

## Физико-географическая характеристика
Степное находится в южной лесостепи в пределах Ишимской равнины, являющейся частью Западно-Сибирской равнины, к северу от Камышловского лога. Высота центра населённого пункта — 97 метров над уровнем моря. В окрестностях населённого пункта распространены лугово-чернозёмные солонцеватые и солончаковые почвы и солончаки луговые (гидроморфные).
По автомобильным дорогам расстояние до областного центра города Омск составляет 45 км, до районного центра посёлка Марьяновка — 23 км.
Климат
Климат резко континентальный, со значительными перепадами температур как между климатическими сезонами, так и порой в течение суток (согласно классификации климатов Кёппена — Dfb). Многолетняя норма осадков — 393 мм. Наибольшее количество осадков выпадает в июле — 64 мм, наименьшее в феврале-марте — по 14 мм. Среднегодовая температура положительная и составляет + 1,3 С, среднесуточная температура самого холодного месяца — января −17,6 С, самого жаркого — июля +19,5 С.
Часовой пояс
Степное,как и вся Омская область находится в часовой зоне МСК+3. Смещение применяемого времени относительно UTC составляет +6:00.

## История
В 1752-55 годах в целях защиты от джунгар была возведена цепочка укреплений по северному склону Камышловской долины, известная как Новая или Горькая линия. Одним из укреплений стал редут Степной. К середине XIX века линия укреплений своё военное назначение утратила и бывшие крепости и редуты превратились в казачьи станицы и поселки. В 1881 году в четырёх казачьих поселках Омского уезда: в Степном, Курганском, Покровском, Орловском — была устроена подвижная школа. Подвижные школы были заменены постоянными в каждом из названных поселков в 1894 году. В 1892 году в Степном построили и освятили во имя Николая Чудотворца деревянную церковь.
В начале XX века посёлок Степной получил статус станицы.

## Население
| 2010 |
| ---- |
| 798  |